# Aivado
O Aivado é um pequeno povoado Português, situado na freguesia de Vila de Rei, que assinala o Centro Geodésico de Portugal.
Vila de Rei é também sede do concelho e pertence ao Distrito de Castelo Branco. 
Com pouco mais de 50 habitantes (Censos 2011), sendo que apenas cerca de 30 moram aqui a tempo inteiro, o Aivado dista 5 km de Vila de Rei e é servido por boas infraestruturas em termos de acesso rodoviários. 
Coordenadas GPS: 39° 42' 0" Norte, 8° 10' 0" Oeste

## História
Do latin alveātu-, «cavado em forma de alvéolo», Aivado é o nome designado pela porta da colmeia, ou seja, o buraco por onde entram as abelhas no cortiço. 
No lugar do Aivado, talhadas na rocha da Pena, há grandes grutas em volta das quais o povo borda há séculos uma lenda que aqui se regista: 
 "Lá dentro, dizem, lá muito no fundo, há, envolvido em insondável mistério, lindo bezerro de ouro.
A seguir à primeira gruta, que todos vêem e conhecem, há, afirmam, a meio do monte, nova entrada, e, mais no interior, enorme abismo onde se ouve correr água. Cabras e cabritos que para lá caiam, desaparecem para não mais serem vistos.
E, sabe-se ainda que, quando os pastores, para procurarem os animais que no segredo das grutas se perdem, acendem grandes fogueiras, o fumo passa da primeira gruta à segunda e vai sair do cume do monte por entre fendas de enorme rochedo.
E assim, entre a velha lenda e as informações dos pastores, se, por mais de uma vez, os moradores dos lugares próximos têm procurado desvendar o mistério, se, por mais de uma vez os mais animosos têm tentado ir até ao fim, a verdade é que jamais deixou de soar a seus ouvidos, e todos têm como certo, que está gravada lá no interior, lá muito no fundo e há-de cumprir-se, a seguinte sentença: O primeiro temerá. O segundo morrerá. O terceiro aproveitará.
E por isso, todos, mesmo os mais atrevidos e desempoeirados, apenas têm avançado até algumas dezenas de metros da entrada, continuando a aguardar pelo rodar dos séculos que morra o segundo para chegar a vez de o terceiro arrancar do interior das grutas o sonhado tesouro."

## Relevo
Terrenos irregulares, alternado entre serras e vales. 

## Clima
O clima do lugar é de extremos, muito quente no verão e muito frio no inverno 

## Flora e Fauna
Vegetação: A Região Centro possui vários ecossistemas diferentes. Na floresta predomina essencialmente o pinheiro e o eucalipto, sendo uma das fontes de riqueza da região. Verifica-se ainda a presença de sobreiros (Quercus suber L.), e carvalhos-roble (Quercus robur L.). Proliferam também especies associadas aos cursos de água como o amieiro (Alnus glutinosa, L), o freixo (Fraxinus angustifolia L), diversas espécies de salgueiros (Salix, spp), e o sabugueiro (Sambucus nigra  L).
Embora se associe também à paisagem da região espécies como a esteva (Cistus ladanifer, L), o estevão (Cistus populifolius L) , o sargaço (Cistus salviifolius L), os tojos (Ulex, spp),  e as urzes (Erica, spp e Calluna, spp) como  existem outras espécies no concelho com interesse, como o caso das diferentes espécies de rosmaninhos (Lavandula stoechas L Lavandula pedunculata L e Lavandula latifolia L), o medronheiro (Arbutus unedo L), a murta (Myrthus communis L), a gilbardeira (Ruscus aculeatus L), o pilriteiro (Crataegus monogyna L), a aroeira (Pistacia lentiscus L), o folhado (Viburnum timus L) e até uma espécie de orquídea singular (Orchis mascula L) que ocorre em Portugal.
Animais: Avista-se coelhos bravos (Oryctolaguscuniculus), perdizes vermelhas  (Alectoris rufa) e javalis (Sus scrofa), raposas (Vulpes vulpes) e saca-rabos (Herpestes ichneumon). Na avifauna encontra-se guarda-rios (Alcedo atthis), milhafres pretos (Milvus migrans) e mais raramente a águia de Bonelli (Aquila fasciata).